# Daniel Ilabaca
Daniel Marcus Ilabaca (Moreton, 23 gennaio 1988) è uno sportivo inglese, specializzato nel free running.

## Biografia
Considerato da alcuni un innovatore, ha inventato numerose acrobazie basate sulle conoscenza di discipline come il parkour e il free running.
La sua filosofia di vita è applicata a questo sport e Daniel lo associa con la libertà di movimento e considera gli altri sport, come calcio, basket, rugby, un esempio di parkour.
È divenuto famoso grazie alla rete, in particolare attraverso YouTube, fonte principale della pubblicazione dei suoi show-reel; nel 2010 è stato il protagonista di un tour europeo di sponsorizzazione al videogame Bethesda Brink, che lo vede esibirsi nelle sue abilità in otto differenti città d'Europa.